# Colletes persicus
Colletes persicus är en biart som beskrevs av Warncke 1979. Colletes persicus ingår i släktet sidenbin, och familjen korttungebin. Inga underarter finns listade i Catalogue of Life.